# Big Grappling Beach
Big Grappling Beach (do 20 stycznia 1976 Munroe Beach) – plaża (beach) w kanadyjskiej prowincji Nowa Szkocja, w hrabstwie Victoria, na wschodnim wybrzeżu zatoki St. Anns Bay (46°20′10″N, 60°28′08″W); nazwa Munroe Beach urzędowo zatwierdzona 1 października 1953.